# Moselekatse
Moselekatse ou Mzilikazi, né vers 1790 vers Mkuze au Zoulouland et mort le 9 septembre 1868 à Ingama, près de Bulawayo au Zimbabwe, est un roi des Matebele,.

## Biographie
Il est le fils de Matshobana KaMangete (en). Il devient le lieutenant de Chaka puis se sépare de lui en 1823. Après avoir conquis le Transvaal (1826), il fonde le Matabeleland qui deviendra plus tard l'actuel Zimbabwe,. 
Il accueille favorablement divers explorateurs dont David Livingstone, Robert Moffat ou William Cornwallis Harris (v. 1836). 
Au moment de la percée des Boers, il est contraint à l'exil au Botswana puis en Zambie (1840), mais son organisation militaire oblige les Boers à signer en 1852 un traité de paix avec lui,,. 

## Hommages
Jules Verne le mentionne dans le chapitre V de son roman L'Étoile du sud.

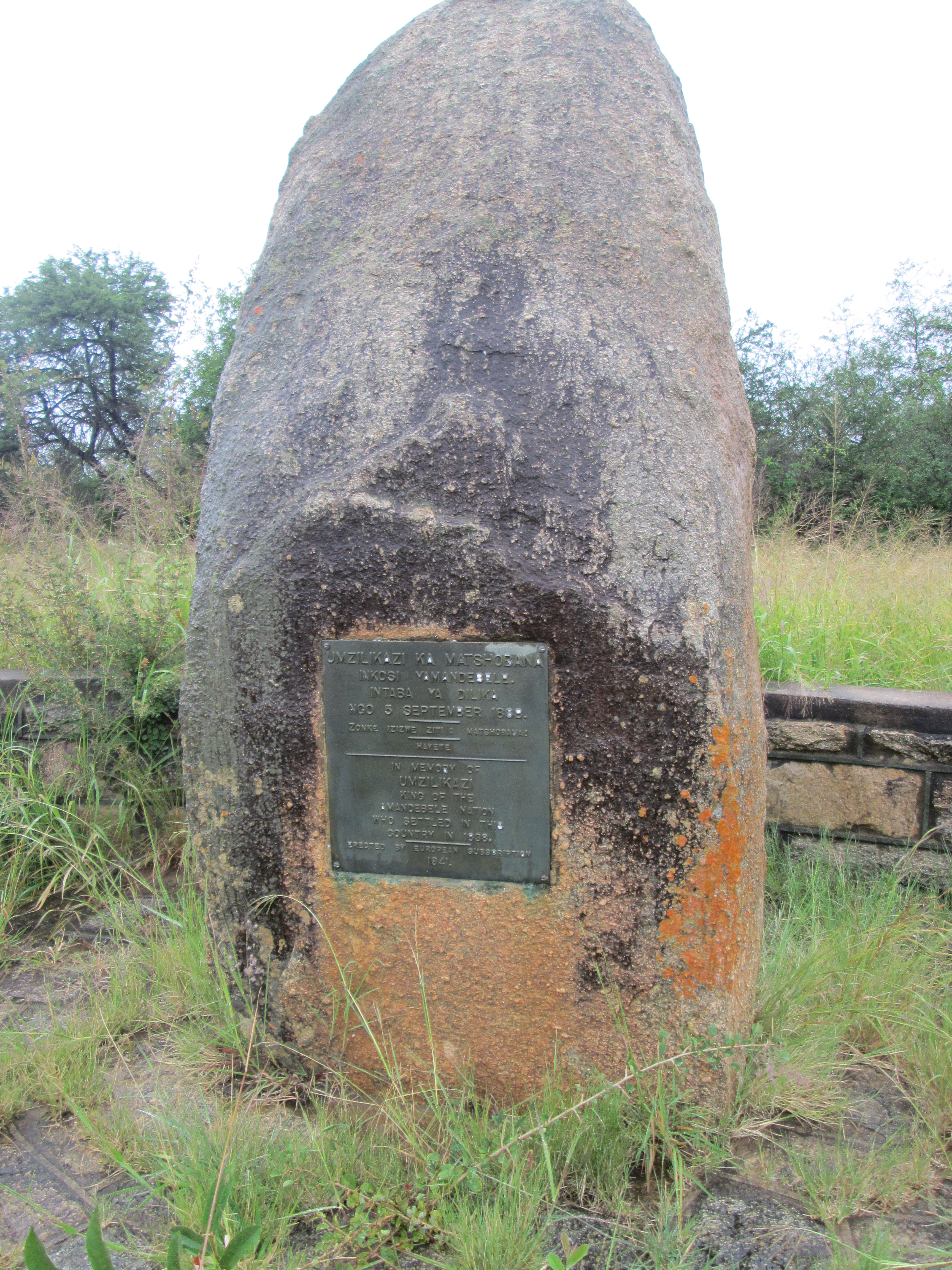
Mémorial Mzilikazi
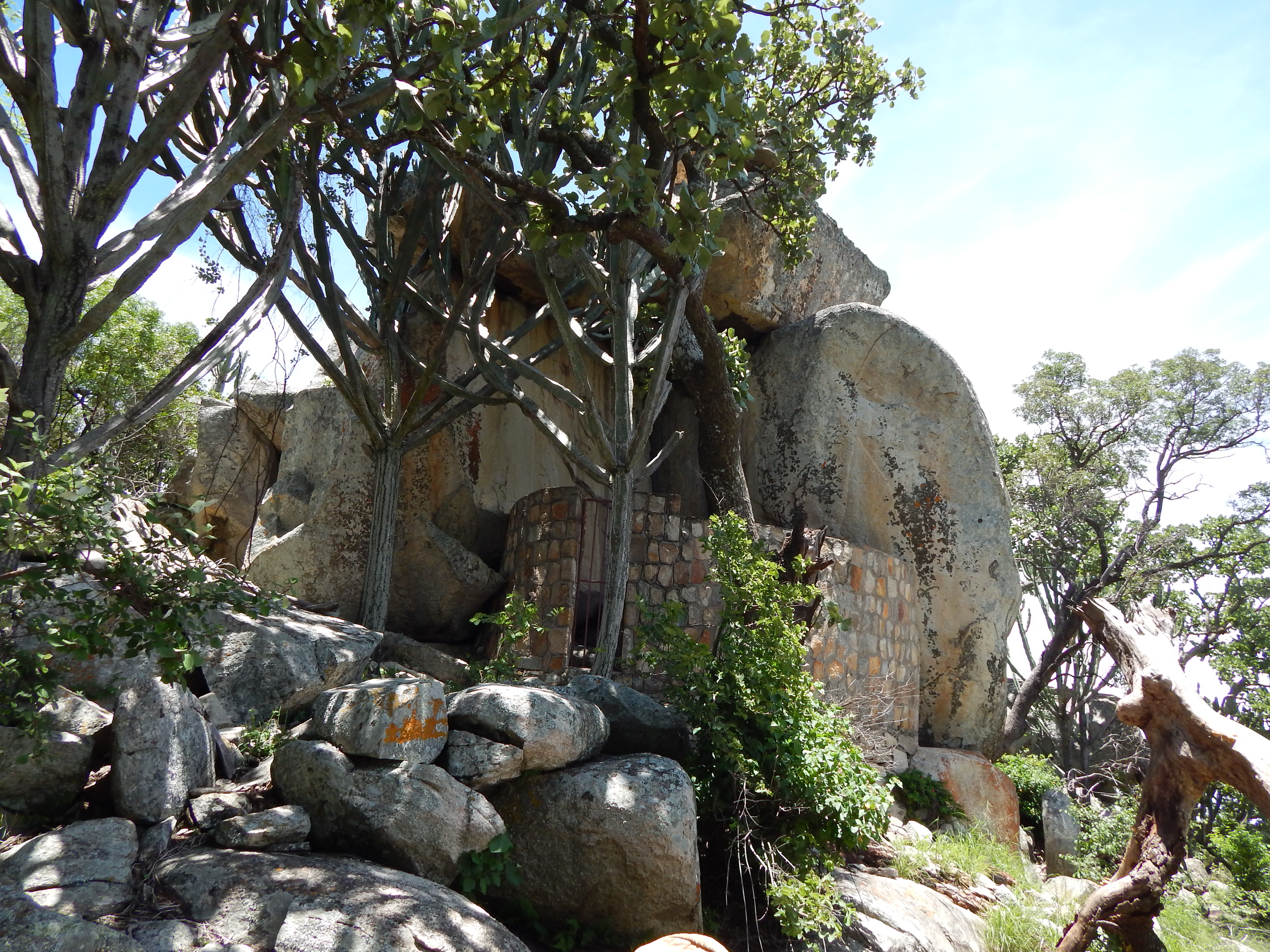
Tombe de Mzilikazi